# Terapia grupowa
Terapia grupowa – forma leczenia poprzez kontakt z większą liczbą osób o podobnej lub jednakowej specyfice problemów. Leczenie odbywa się w grupach samopomocowych zwanych inaczej społecznością terapeutyczną. Stosuje się ją najczęściej w leczeniu uzależnień. Najbardziej znane grupy to Anonimowi Alkoholicy, Al-Anon. Metodę tę wykorzystuje również w swojej działalności Monar.